# 小行星1758
小行星1758（1758 Naantali）是一颗围绕太阳公转的小行星。1942年2月18日，利斯·奧特瑪在图尔库发现了此天体。
該小行星以芬蘭的城市楠塔利命名。
这颗小行星的绝对星等为111.49329等。